# Virginie Dufour
Virginie Dufour, née en 1977 à Montréal, est une gestionnaire et femme politique québécoise.
Elle est conseillère municipale du district de Sainte-Rose de 2013 à 2021 sous la bannière du Mouvement lavallois. Depuis 2022, elle est députée libérale de la circonscription de Mille-Îles à l'Assemblée nationale du Québec.

## Biographie

### Parcours politique

#### Politique municipale lavalloise
La carrière politique de Virginie Dufour débute en 2013, alors qu'elle est élue conseillère municipale du district de Sainte-Rose sous la bannière du Mouvement lavallois avec 41,87 % des voix. Au sein de l'administration de Marc Demers, elle est nommée comme membre du comité exécutif de la ville de Laval, membre de la commission des transports et responsable des dossiers touchant l'environnement et l'urbanisme au conseil municipal. Réélue en 2017 avec 50,81 % des voix, elle siégera ensuite à titre de présidente du comité consultatif en environnement de la ville de Laval. En 2021, à la suite de l'annonce du retrait de la vie politique du maire Marc Demers, elle annonce son intention de se porter candidate à la chefferie de sa formation politique en avril 2021. Elle retire sa candidature quelques jours plus tard, laissant le champ libre au conseiller municipal Stéphane Boyer pour occuper ce poste. Près de deux mois plus tard, à la suite de la nomination de Boyer à la chefferie du Mouvement lavallois, elle annonce son départ de la vie municipale lavalloise et qu'elle terminera son mandat jusqu'à l'élection du 7 novembre 2021. 

#### Politique québécoise
En juin 2022, la cheffe du Parti Libéral du Québec Dominique Anglade annonce l'arrivée de Virginie Dufour comme candidate de sa formation politique dans la circonscription de Mille-Îles, situé dans l'est de la ville de Laval. Au terme du scrutin du 3 octobre 2022, elle est élue députée de la circonscription avec 34,2 % des voix et une majorité de 425 voix devant la CAQ. Elle est depuis leader parlementaire adjointe de l'opposition officielle, porte-parole de l'opposition officielle en matière d'affaires municipales et d'habitation, ainsi que de la région de Laval.

## Résultats électoraux
Circonscription de Mille-Îles

|                                                                                             | Nom                    | Parti            | Nombre de voix | %      | Maj. |
| ------------------------------------------------------------------------------------------- | ---------------------- | ---------------- | -------------- | ------ | ---- |
|                                                                                             | Virginie Dufour        | Libéral          | 9 522          | 32,4 % | 425  |
|                                                                                             | Julie Séide            | Coalition avenir | 9 097          | 30,9 % | -    |
|                                                                                             | Guillaume Lajoie       | Québec solidaire | 3 789          | 12,9 % | -    |
|                                                                                             | Michel Lachance        | Parti québécois  | 3 551          | 12,1 % | -    |
|                                                                                             | Ange Claude Bigilimana | Conservateur     | 3 105          | 10,6 % | -    |
|                                                                                             | Bianca Jitaru          | Vert             | 346            | 1,2 %  | -    |
| Total                                                                                       | Total                  | Total            | 29 410         | 100 %  |      |
| Le taux de participation lors de l'élection était de 67 % et 363 bulletins ont été rejetés. |                        |                  |                |        |      |

| Candidat | Candidat                   | Parti               | Voix  | %     |
| -------- | -------------------------- | ------------------- | ----- | ----- |
|          | Virginie Dufour (sortante) | Mouvement lavallois | 3 431 | 50,81 |
|          | Andréanne Fiola            | Parti Laval         | 1 907 | 28,24 |
|          | Marie-Louise Beauchamp     | Action Laval        | 728   | 10,78 |
|          | Hassan Khoder              | Avenir Laval        | 687   | 10,17 |
| Total    | Total                      | Total               | 6 753 | 100%  |

| Candidat | Candidat                  | Parti                       | Voix  | Pourcentage |
| -------- | ------------------------- | --------------------------- | ----- | ----------- |
|          | Virginie Dufour           | Mouvement lavallois         | 2 919 | 41,87 %     |
|          | Denis Robillard (Sortant) | Indépendant                 | 1 797 | 25,77 %     |
|          | Jean-Paul Melko           | Action Laval                | 786   | 11,27 %     |
|          | Denis Chartier            | Parti au service du citoyen | 533   | 7,64 %      |
|          | Richard Viau              | Option Laval                | 424   | 6,08 %      |
|          | Anne-Marie Tougas         | Indépendant                 | 375   | 5,38 %      |
|          | Daniel Bombardier         | Nouveau Parti des Lavallois | 138   | 1,98 %      |
| Total    | Total                     | Total                       | 6 972 | 100 %       |